# زیتسندورف
زیتسندورف (به آلمانی: Sitzendorf) یک شهر در آلمان است که در زارفلد-رودلشتات واقع شده‌است. زیتسندورف ۱٬۰۳۴ نفر جمعیت دارد.